# Carlos de Liz Teixeira Branquinho

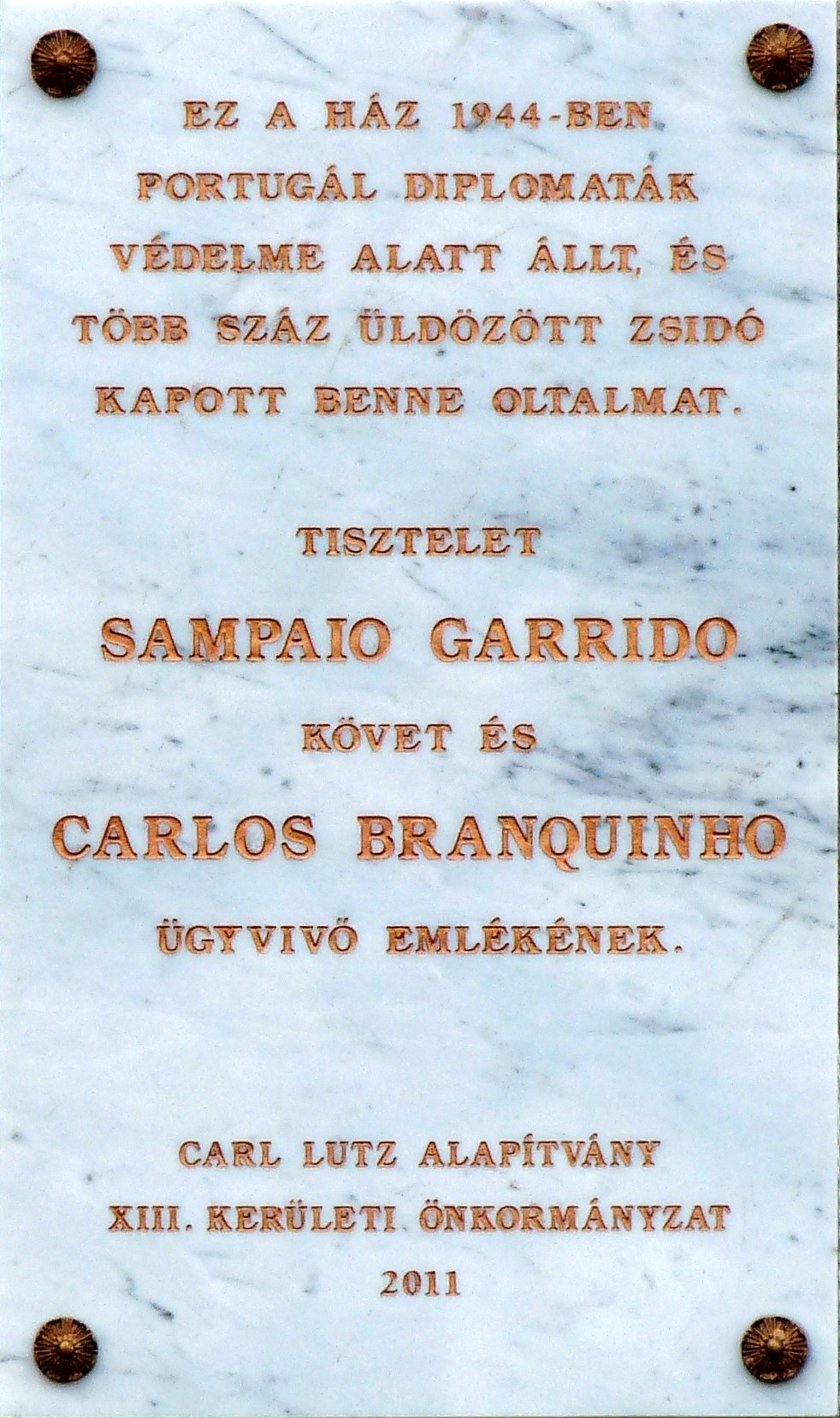
Placa Comemorativa dos feitos de Sampaio Garrido e Carlos Branquinho, (Budapest, District XIII, Újpesti Quay Nr 5).

Alberto Carlos de Liz Teixeira (ou Liz-Teixeira) Branquinho (Portugal, 27 de Janeiro de 1902 – Viseu, 1973) foi um diplomata português que, enquanto encarregado de negócios em Budapeste em 1944, salvou cerca de 1,000 judeus do holocausto.
A atuação de Branquinho difere da de Aristides de Sousa Mendes em vários aspetos. Branquinho estava deliberadamente empenhado numa operação de salvamento de Judeus e não de refugiados em geral. Branquinho estava a arriscar a sua vida ao atuar no auge do holocausto, em 1944, no coração de um regime nazi, ao passo que Sousa Mendes atuou muito antes do holocausto. Branquinho teve o suporte do Ministério dos Negócios Estrangeiros em Lisboa. O historiador Tom Gallagher considera que o papel meritório de Branquinho tem sido largamente ignorado pelo facto de Branquinho ter tido o apoio de Salazar, o que não ajuda a construir uma imagem de um Salazar tirânico, castigador de Sousa Mendes e sugere que, em Portugal, a história da Segunda Guerra Mundial corre o risco de ser distorcida para ser usada como arma política.

## Vida

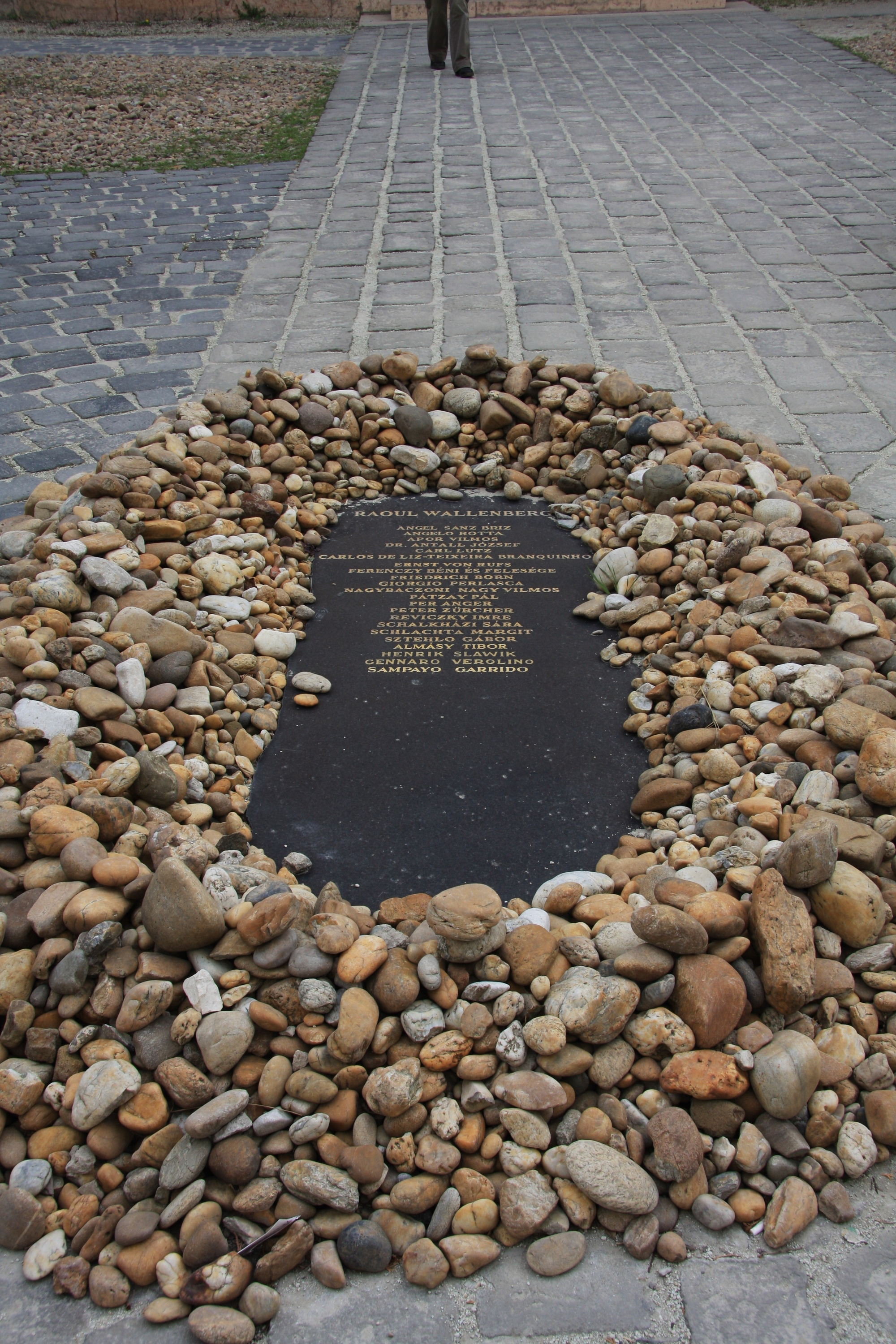
Lápide na Sinagoga de Budapeste onde o nome de Branquinho aparece junto de Raoul Wallenberg e Carl Lutz

Frequentou o Colégio Militar entre 1912 e 1919. Licenciado em Ciências Económicas e Financeiras pela Universidade Técnica de Lisboa ingressou no quadro diplomático em 1930. Ocupou diversos postos, nomeadamente, no Rio de Janeiro, Pequim e Xangai.
Em Março de 1944 as tropas alemãs ocupam a Hungria e instalam um novo governo, mais subserviente, chefiado por Dome Sztojay. As perseguições ao judeus intensificam-se dando-se início a confisco de bens, uso obrigatório da estrela amarela e encerramento em guetos. Nessa altura, diplomatas dos países neutros, como Portugal, Espanha (Angel Sanz Briz e Giorgio Perlasca), Suécia (Raoul Wallenberg), Suíça (Carl Lutz) e o Vaticano (Angelo Rotta), começaram a acolher milhares de judeus perseguidos. No dia 23 de Abril de 1944, respondendo a um pedido dos aliados para reduzir o nível de representação diplomática em Budapeste, Salazar chama o embaixador Carlos Sampaio Garrido deixando no seu lugar o encarregado de negócios, Teixeira Branquinho.
Branquinho obteve então de Salazar a autorização para atribuir passaportes portugueses a judeus húngaros, que provassem ter tido nos últimos anos “quaisquer espécie de relações morais, intelectuais ou comerciais com Portugal ou com o Brasil” (país que Portugal representava diplomaticamente). Ao todo, com autorização de Salazar, Branquinho emitiu cerca de 1,000 documentos de proteção, dos quais 700 passaportes provisórios sem indicação de nacionalidade portuguesa, conforme exigência de Salazar para que, mais tarde, a não pudessem reclamar.
Mais tarde Branquinho foi colocado em Washington (1945), em Caracas (1945), Jacarta (1950), Madrid (1951), Paris (1955), Ankara (1957) com credenciais de Embaixador e Haia (1964) também na qualidade de Embaixador.
Em 2011, decorridos quase 70 anos sobre os atos heroicos de 1944, as autoridades húngaras homenagearam a ação de Branquinho, descerrando uma placa com o seu nome e o de Sampaio Garrido. A placa foi colocada na parede exterior do antigo Grand Hotel Dunapalota-Ritz, onde então se localizava a Legação Portuguesa.
Também em Budapeste, nas traseiras da Sinagoga Dohány, junto à Árvore da Vida, está erigido um memorial que recorda o Holocausto, e faz homenagem a todos aqueles que ajudaram a salvar Judeus. Numa das pedras está gravado o nome do diplomata português, Carlos de Liz-Teixeira Branquinho, juntamente com o de outros diplomatas, como Raoul Wallenberg, Angel Sanz Briz e Carl Lutz. Mais tarde, o nome de Sampaio Garrido também veio a ser gravado nesta placa.

## Condecorações
- Oficial da Ordem Militar de Cristo (7 de fevereiro de 1935)[5];
- Cruz de benemerência da Cruz Vermelha Portuguesa;
- Grã-cruz da Ordem Orange-Nassau, dos Países Baixos;
- Grande Oficial da Ordem de Isabel, a Católica, de Espanha;
- Grande Oficial do Mérito Civil, de Espanha;
- Comendador da Ordem do Cruzeiro do Sul, do Brasil;
- Comendador da Ordem do Libertador, da Venezuela;
- Comendador da Ordem da Liberdade, de Portugal, a título póstumo (4 de janeiro de 1996).[5]